# Heat of the Moment
Heat of the Moment ist ein Lied von Asia aus dem Jahr 1982, das von John Wetton und Geoff Downes geschrieben wurde. Es erschien auf dem selbstbetitelten Album und wurde von Mike Stone produziert.

## Geschichte
Auf der britischen Veröffentlichung des Liedes wurde als B-Seite der Song Time Again verwendet. Time Again wurde von allen Bandmitgliedern Geoff Downes, Steve Howe, Carl Palmer und John Wetton geschrieben und ist auch auf dem Album Asia zu finden.
Außerhalb von Großbritannien nutzte man für die Single das Lied Ride Easy als B-Seite. Ride Easy wurde von Wetton und Howe geschrieben. Es erschien nie auf einem Studioalbum von Asia, aber ist auf der EP Aurora von 1986, die nur in Japan erschien, und auf der Kompilation The Very Best of Asia: Heat of the Moment (1982–1990) enthalten. In einem Interview auf der Asia-DVD Fantasia: Live in Tokyo sagte Wetton, dass Ride Easy eines seiner Lieblingslieder von Asia sei.
Die Veröffentlichung von Heat of the Moment war am 16. April 1982.
In der South-Park-Episode Kennys Tod sang Cartman den Song im Kongress.
In Supernatural, Staffel 3 Folge 11, wurde der Song als Wecker genutzt. Essenziell war dabei, dass es eine Dauerschleife war, in der die beiden Jungs steckten, weswegen der Song etliche Male zu hören war.

## Kommerzieller Erfolg

### Chartplatzierungen
| ChartsChartplatzierungen       | Höchstplatzierung | Wochen |
| ------------------------------ | ----------------- | ------ |
| Deutschland (GfK)              | 7 (17 Wo.)        | 17     |
| Schweiz (IFPI)                 | 2 (10 Wo.)        | 10     |
| Vereinigte Staaten (Billboard) | 4 (18 Wo.)        | 18     |
| Vereinigtes Königreich (OCC)   | 46 (5 Wo.)        | 5      |

| ChartsJahrescharts (1982)      | Platzierung |
| ------------------------------ | ----------- |
| Deutschland (GfK)              | 55          |
| Vereinigte Staaten (Billboard) | 40          |

### Auszeichnungen für Musikverkäufe
| Land/Region                  | Auszeichnungen für Musikverkäufe (Land/Region, Auszeichnung, Verkäufe) | Verkäufe |
| ---------------------------- | ---------------------------------------------------------------------- | -------- |
| Vereinigtes Königreich (BPI) | Silber                                                                 | 200.000  |
| Insgesamt                    | 1× Silber ·                                                            | 200.000  |

## Coverversionen
- 1995: John Wetton
- 1997: Steve Hackett
- 2005: Manian
- 2006: Geoff Downes feat. John Wetton
- 2010: Topmodelz
- 2010: Darius & Finlay feat. Nicco
- 2017: Ninja Sex Party